# San Andrés (Zurbarán)
San Andrés es un cuadro de Francisco de Zurbarán expuesto en el Museo de Bellas Artes de Budapest, Hungría. Está pintado al óleo sobre lienzo y mide 146 cm de alto por 60 cm de ancho.